# Szczęśliwe zakończenia
Szczęśliwe zakończenia (ang. Happy Endings) – film fabularny (komediodramat) produkcji amerykańskiej z 2005 roku, wyreżyserowany przez Dona Roosa na podstawie własnego scenariusza.

## Fabuła
Film składa się z trzech historii. Pierwsza z nich opowiada o Miriam „Mamie” Toll. W wieku siedemnastu lat Mamie (Lisa Kudrow) urodziła syna o rok młodszemu przybranemu bratu, Charleyowi (Steve Coogan). Para postanowiła oddać chłopca do adopcji. Obecnie przyszły student reżyserii Nicky (Jesse Bradford), który zna tajemnicę Mamie, chce nakręcić film o łzawym pojednaniu rodziców i dziecka. Przychodzi do kobiety z propozycją zdradzenia miejsca pobytu syna, w zamian za możność sfilmowania jej losów. Sprawa jest tym bardziej skomplikowana, że młodociany ojciec okazał się być homoseksualny, i zarówno on, jak i Mamie, mają obecnie nowych partnerów. Bohaterem drugiej historii jest Charley. On i jego chłopak Gil (David Sutcliffe) chcą pomóc swoim przyjaciółkom lesbijkom, Pam (Laura Dern) i Diane (Sarah Clarke), które marzą o macierzyństwie. W trzeciej opowieści poznajemy młodego Otisa McKee (Jason Ritter), który nie wie, jak powiedzieć ojcu, że jest gejem.

## Obsada
- Lisa Kudrow jako Miriam „Mamie” Toll
- Steve Coogan jako Charles „Charley” Peppitone
- Jesse Bradford jako Nicky Kunitz
- Bobby Cannavale jako Javier Duran
- Maggie Gyllenhaal jako Jude
- Jason Ritter jako Otis McKee
- Tom Arnold jako Frank McKee
- David Sutcliffe jako Gilbert „Gil” Palmer
- Sarah Clarke jako Diane
- Laura Dern jako Pam Ferris
- Hallee Hirsh jako Mamie w wieku 17 lat
- Eric Jungmann jako Charley w wieku 16 lat / Tom Kunitz
- Kim Morgan Greene jako Constance „Connie” Toll Peppitone
- Rayne Marcus jako Annette
- Ramon De Ocampo jako Alvin
- Johnny Galecki jako Miles

## Nagrody i nominacje
Nagroda Satelita 2005
- Najlepsza komedia/musical (nominacja)
- Najlepszy scenariusz oryginalny - Don Roos (nominacja)
- Najlepszy aktor drugoplanowy w komedii/musicalu - Tom Arnold (nominacja)
- Najlepszy aktor drugoplanowy w komedii/musicalu - Steve Coogan (nominacja)